# Monstar (serie de televisión)
Monstar (en hangul, 몬스타) es una serie de televisión musical surcoreana de 2013, protagonizada por Yong Jun Hyung de Beast, Ha Yeon-soo, y Kang Ha Neul.
Fue emitida simultáneamente por Mnet y tvN, desde el 17 de mayo hasta el 2 de agosto de 2013, con una longitud final de 12 episodios emitidos cada viernes a las 21:50 (KST). La serie se centra en un grupo de adolescentes sanados por el poder de la música.

## Argumento
Seol Chan, es miembro de la banda de K-Pop más popular de Corea "Men in Black", es provocado y empuja a una de sus fanáticas, esto se convierte en viral y su reputación se va al suelo. Como forma de controlar los daños, su agencia le insta a asistir a la escuela en silencio por un tiempo.
Mientras tanto, Se Yi, un nuevo estudiante que es transferido desde Nueva Zelanda, llama la atención en la escuela, tanto por su talento y rareza. Malentendidos se producen entre Seol Chan, Se Yi, y sus otros compañeros de clase. Pero en medio de todo el caos, estos estudiantes encuentran un interés común que los une entre sí: la música. 
Cada personaje tiene sus propias historias no contadas, que han tenido un impacto significativo en sus vidas. Pero a medida que se reúnen para cantar y tocar la música que les gusta, ellos aprenden a calmar el dolor dentro de ellos, y abrir cada una de sus almas.

## Reparto

### Principal
- Yong Jun Hyung como Yoon Seol Chan.
- Ha Yeon-soo como Min Se Yi.
- Kang Ha Neul (adulto)
  - Yoon Chan Young (joven) como Jung Sun Woo.
- Ahn Nae-sang como Han Ji-woong (adulto)
  - Jung Joon-young como Ji-woong de joven.
- Andy Chiong como Jeong Ah Reum.

### Secundario
- Dahee como Kim Na Ra.
- Kang Eui Sik como Park Kyu Dong.
- Moon Yong Suk como Ma Joon Hee.
- Kim Yoo Hyun como Ma Hyo Rin.
- Park Kyu Sun como Cha Do Nam.
- Kim Min Young como Shim Eun Ha.
- Yoon Jong-hoon como Shin Jae Rok.
- Kim Sun Kyung como Choi Kyung.
- Lee Hee-jin como Dokgo Soon.
- Kim San Ho como Choi Joon Goo.
- Jo Jae-yoon como Manager Hong.
- Kim Hee Won como CEO Go.
- Kim Jae Heung como Profesor de matemáticas.
- Kim Young Hee como Profesor de lenguaje.
- Nat Thewphaingam como Nawin Thammarat.
- Kim Young Ho como Min Gwang Ho.
- Lee Jooyeon (cameo, ep 1).
- Lee Sung-min como Kwon Tae-hyun, director de cine (cameo, ep 1).
- Kim Cho Eun (cameo, ep 3 y 6).
- Lee Eun Sung (cameo, ep 3 y 8).
- Park Ji Woo (cameo, ep 4-6).
- Ivy (cameo, ep 5).
- Ko Chang-seok (cameo, ep 5).
- Park Ga Ram (cameo, ep 6).
- Kim Young-jae como el director Byun Hee-sool (cameo, ep.8).[4]
- Kim Ye Rim (cameo).
- Kim Ji Soo (cameo, ep 10).
- Jo Moon Geun (cameo, ep 10).
- Nam Jihyun (cameo, ep 12).
- No Min Woo (cameo, ep 12).

## Banda sonora
- Yong Jun Hyung , BTOB, & Ha Yeon Soo - «Past Days»
- Yong Jun Hyung & BTOB - «After Time Passes»
- Ha Yeon Soo, Kang Ha Neul, Kim Cho Eun - «Atlantis Princess»
- J.Rabbit - «Light Sleep (I Will Be Your Love)»
- Monstar Colorbar - «Don't Make Me Cry»
- Kang Ui Shik - «To You Who Hopes For My Despair»
- Yong Jun Hyung & BTOB - «First Love»
- Monstar Colorbar - «Only That is My World/March»

## Premios y nominaciones
| Año  | Premio                                       | Categoría                     | Nominado                     | Resultado |
| ---- | -------------------------------------------- | ----------------------------- | ---------------------------- | --------- |
| 2013 | 7th Mnet 20's Choice Awards                  | 20's Booming Star - Masculino | Yong Jun Hyung               | Nominado  |
| 2013 | 7th Mnet 20's Choice Awards                  | 20's Booming Star - Femenino  | Ha Yeon Soo                  | Ganador   |
| 2013 | 7th Mnet 20's Choice Awards                  | 20's Hot Cover Music          | "Past Days" - Yong Jun Hyung | Nominado  |
| 2013 | 6th Korea Drama Awards                       | Mejor nuevo actor             | Yong Jun Hyung               | Ganador   |
| 2013 | 6th Korea Drama Awards                       | Mejor nueva actriz            | Ha Yeon Soo                  | Nominado  |
| 2013 | 6th Korea Drama Awards                       | Premio a la mejor pareja      | Yong Jun Hyung y Ha Yeon Soo | Nominado  |
| 2013 | 2nd APAN Star Awards                         | Mejor nueva actriz            | Ha Yeon Soo                  | Nominado  |
| 2014 | 16th Seoul International Youth Film Festival | Mejor actriz joven            | Ha Yeon Soo                  | Nominado  |

## Emisión Internacional
- Hong Kong: Now 101 y Channel M.
- Japón: DATV, KNTV, BS11 y Mnet Japan.[5][6][7]
- Singapur: Channel U.
- Malasia: 8TV.
- Taiwán: Channel M.